# Tilleul de Pérouges
Le tilleul de Pérouges est un tilleul planté après la Révolution française, le 21 avril 1792, au centre de la Place de la Halle (ou Place du Tilleul) de la cité médiévale de Pérouges dans l'Ain.

## Protection
Cet arbre constitue un site naturel classé. Il est entretenu et taillé régulièrement par l'Office national des forêts (ONF) et est aujourd'hui soutenu par de lourds piliers de bois, en raison de son état. Le tronc du tilleul est en effet creux, et cet arbre se meurt peu à peu.